# Tiergarten (Schleswig)
Koordinaten: 54° 31′ 0,1″ N, 9° 31′ 59,9″ O
Der Tiergarten (dänisch: Dyrehaven) ist ein sich unmittelbar nordwestlich des Schlosses Gottorf und der Stadt Schleswig anschließendes Waldgebiet. Im Westen geht es in das Pöhler Gehege über, im Osten grenzt es an den barocken Neuwerkgarten des Gottorfer Schlosses. Südlich des Waldes befindet sich die Annettenhöh. Der Schleswiger Tiergarten war in der Frühen Neuzeit das Wildgehege der Gottorfer Herzöge und ist vor allem von Laubwald geprägt. Durch das Waldgebiet führen mehrere Wanderwege, darunter ein Bodenerlebnispfad für Kinder mit mehreren Erlebnisstationen.
Das Areal befindet sich in einer Moränenlandschaft und ist von mehreren kleinen Bächen, einem Wasserfall und Tälern wie dem Wickeltal geprägt. Am Rande des Waldgebietes, auf dem Platz der ehemaligen Orangerie des Barockgartens Neuwerk, liegt ein 1851 als dänisches Garnisonslazarett errichteter mächtiger Dreiflügelbau, nordwestlich davon der alte Paulihof. Das Waldgebiet wird von Südwesten vom Kolonnenweg durchkreuzt, der in der Zeit vor dem Deutsch-Dänischen Krieg von dänischen Ingenieuren für einen möglichen schnellen Rückzug vom Danewerk angelegt wurde.
Im Tiergarten befindet sich auch das Grab des dänischen Königs Abel. Abel, der zuvor 1250 seinen Bruder Erik auf der Schlei umgebracht hatte, wurde im Jahr 1252 von Nordfriesen auf Eiderstedt ermordet und schließlich in einem Sumpfloch nördlich des Gottorfer Schlosses begraben. Der Legende nach kann er aufgrund seiner Verbrechen bis heute nicht ruhen und nimmt in Sturmnächten an der Wilden Jagd teil.
Hier wie auch im angrenzenden Pöhler Gehege fanden während des 1. Schleswigschen Krieges im April 1848 Gefechte zwischen dänischen und deutsch-schleswig-holsteinischen Truppen statt.

## Bilder

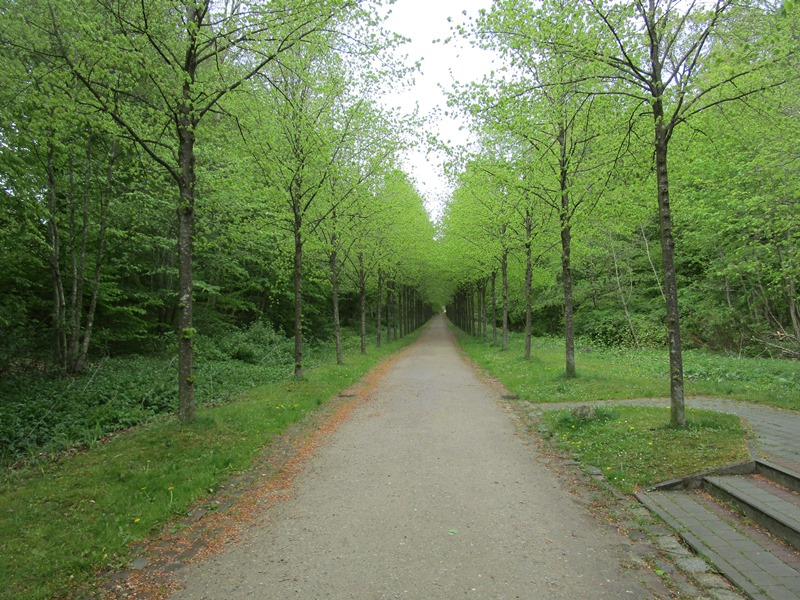
Königsallee
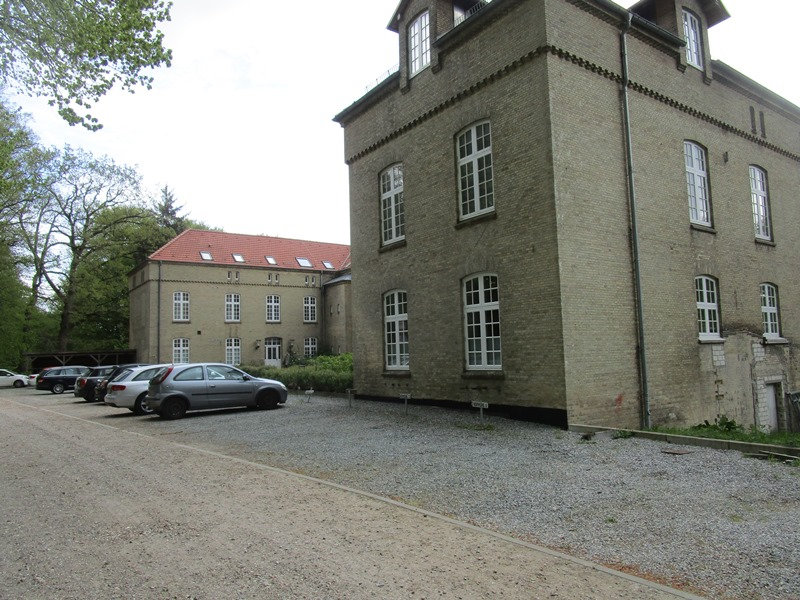
Das ehem. Garnisonlazarett von 1851
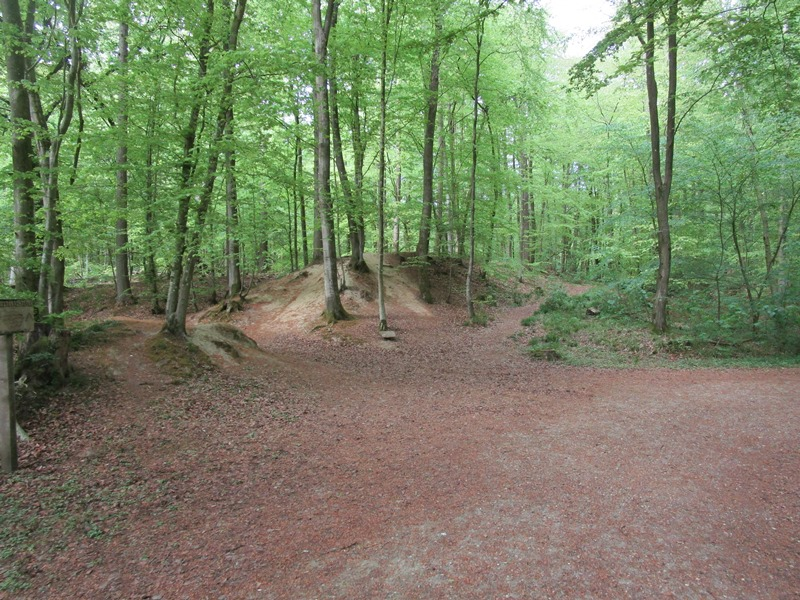
Alter Wall
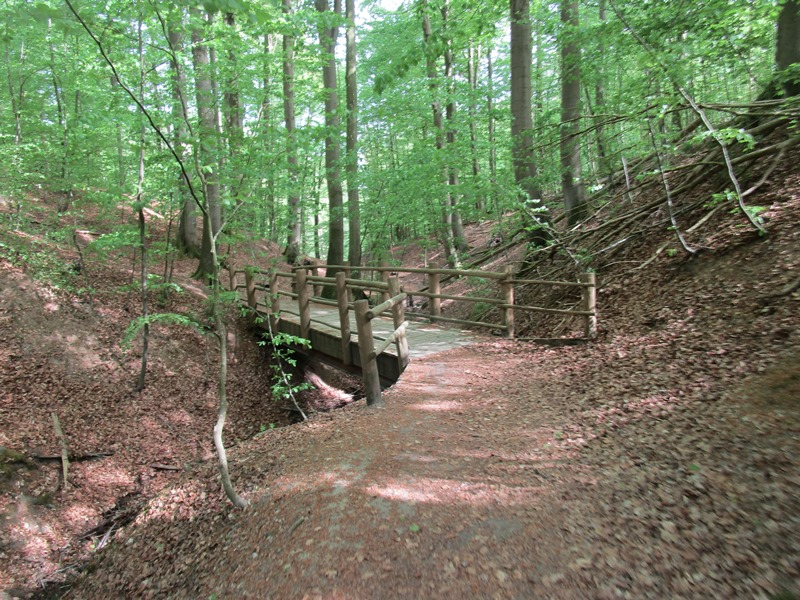
Wickeltal
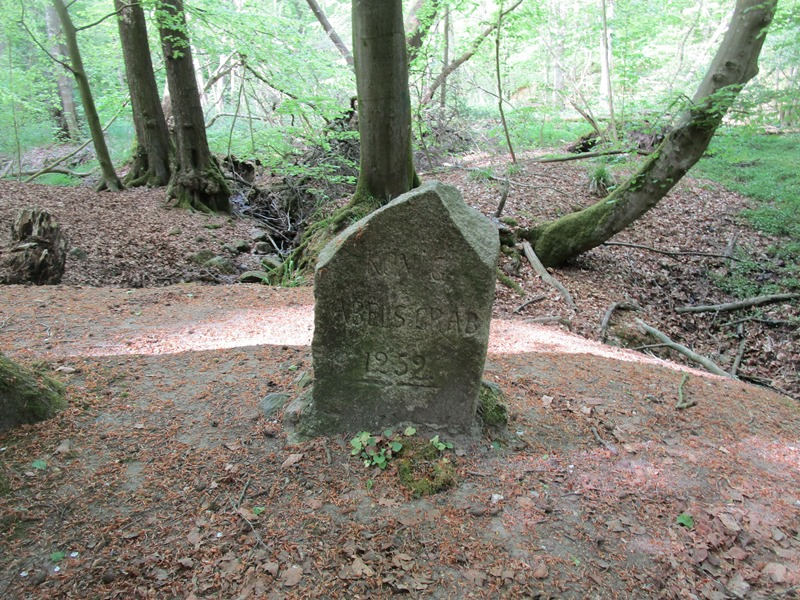
Abels Grab
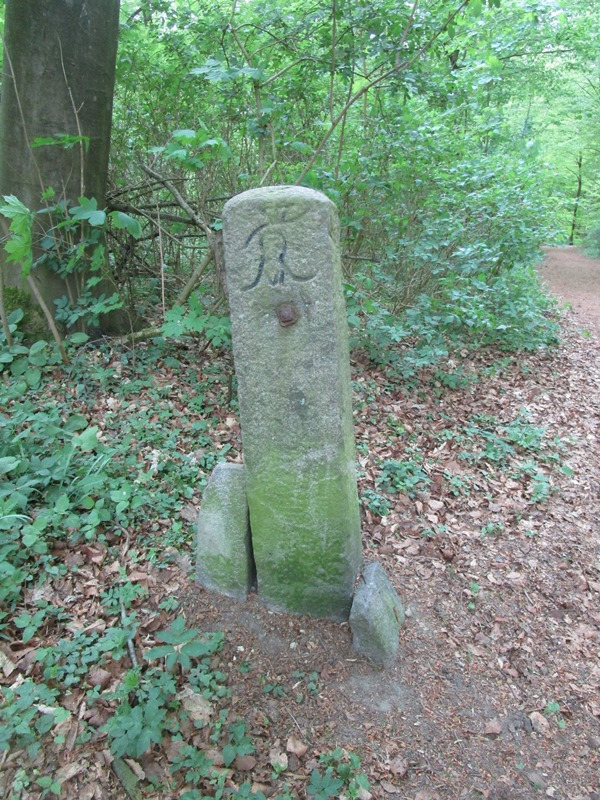
Stein am Eingang des Waldes mit Monogramm des dänischen Königs Friedrich VI.